# Liste von Rebsorten/O
Legende, Erläuterungen und Quellen: Siehe Hauptartikel!
Hinweise zu Änderungen bzw. Ergänzungen siehe Diskussion.
| Rebsorte - wichtige Synonyme | VIVC | Bild | Verw.   | H.  | Spe.  | Abstammung                                                                               | Zü.J. | ha 2016 | Anbauländer                                 |
| --- | ---- | ---- | ------- | --- | ----- | ---------------------------------------------------------------------------------------- | ----- | ------- | ------------------------------------------- |
| Oberlin |      |      | RWT     | FRA | I. C. | Riparia Millardet × Gamay Noir                                                           |       | 26      | Frankreich                                  |
| Odesskii Chernyi - Odessky Cherny, Oberlin Divers                                                                                         |      |      | RWT, TT | UKR | V.Vi. | Alicante Henri Bouschet × Cabernet Sauvignon                                             | 1948  | 2.508   | Ungarn, Ukraine, Tschechien, Slowakei       |
| Odola |      |      | RWT     | FRA | V.Vi. | Baroque × Cot                                                                            | 1954  | 0       | Frankreich                                  |
| Odysseus |      |      | WWT     | HUN | I. C. | (Vitis Amurensis × Vitis Vinifera)F2 × Thalloczy Lajos Muskotaly × Pinot Gris            |       | 25      | Ungarn                                      |
| Oeillade Bouschet 1 - Oeillade Blanche |      |      | RWT     | FRA | V.Vi. | Oeillade Noire × Bouschet Petit                                                          |       | 1       | Frankreich                                  |
| Oeillade Noire |      |      | RWT, TT | FRA | V.Vi. |                                                                                          |       | 18      | Frankreich                                  |
| Oesterreichisch Weiss |      |      | WWT     | AUT | V.Vi. | Heunisch Weiss × ?                                                                       |       |         |                                             |
| Ohanes |      |      | WWT, TT | ESP | V.Vi. |                                                                                          |       | 0       | Spanien                                     |
| Ojaleshi |      |      | RWT, TT | GEO | V.Vi. |                                                                                          |       | 32      | Georgien                                    |
| Öküzgözü |      |      | RWT, TT | TUR | V.Vi. |                                                                                          |       | 1.601   | Türkei                                      |
| Olivette Blanche |      |      | WWT, TT | FRA | V.Vi. |                                                                                          |       | 2       | Frankreich                                  |
| Olivette Noire |      |      | RWT, TT | FRA | V.Vi. |                                                                                          |       | 16      | Frankreich                                  |
| Ondarrabi Beltza - Beltza, Hondarrabi Beltza, Hondarribi Beltza, Hondarribi Gorri, Matza Verde, Negra, Ondarrabiya Beltza, Ondarri Beltza |      |      | RWT, TT | ESP | V.Vi. |                                                                                          |       | 53      | Spanien, Chile                              |
| Ondarrabi Zuri - Hondarrabi Zuri, Ondarabiya Zuriya, Ondarrabi Txuri, Ondarrubi Zurilla, Oundanabi, Tocuri, Txuri, Zuri, Zuria            |      |      | WWT     | ESP | V.Vi. |                                                                                          |       | 492     | Spanien                                     |
| Ondenc |      |      | WWT     | FRA | V.Vi. |                                                                                          |       | 1       | Frankreich                                  |
| Onitskanskii Belyi - Alb de Onitcani, Onitcani                                                                                            |      |      | WWT     | MDA | I. C. | Gyulyabi Chil × Mixture Of Pollen Pierrelle + Seyanets 244                               | 1970  | 66      | Moldawien, Russische Föderation             |
| Ontario - Alb de Onitcani, Onitcani |      |      | WWT, TT | USA | I. C. | Winchell × Diamond                                                                       | 1908  | 0       |                                             |
| Optima |      |      | WWT     | DEU | V.Vi. | Silvaner × Riesling × Müller-Thurgau                                                     | 1930  | 38      | Deutschland, Vereinigtes Königreich, Kanada |
| Ora |      |      | TT      | FRA | V.Vi. | Cinsaut × Perle Von Csaba × Cardinal                                                     | 1968  | 32      | Frankreich, Brasilien                       |
| Orangetraube |      |      | WWT, TT | DEU | V.Vi. | Pinot × Chasselas                                                                        |       |         |                                             |
| Oraniensteiner |      |      | WWT     | DEU | V.Vi. | Riesling Weiss × Silvaner Gruen                                                          |       | 2       | Ungarn, Kanada                              |
| Orion |      |      | WWT     | DEU | I. C. | Optima × Villard Blanc                                                                   | 1964  | 1       | Deutschland, Vereinigtes Königreich         |
| Orleans Gelb - Gartengst, Gelber Orleans, Gros Riesling, Hart Hengst, Hartheinisch, Hartheinsch, Harthengst, Orlaenner                    |      |      | WWT, TT | FRA | V.Vi. |                                                                                          |       |         | Deutschland                                 |
| Orpheus |      |      | WWT     | HUN | I. C. | [(Vitis Amurensis × Vitis Vinifera) × (Vitis Amurensis × Vitis Vinifera)] × Irsai Oliver | 1965  | 2       | Ungarn                                      |
| Orpicchio |      |      | WWT     | ITA | V.Vi. |                                                                                          |       | 0       | Italien                                     |
| Ortega |      |      | WWT, TT | DEU | V.Vi. | Müller-Thurgau × Siegerrebe                                                              | 1948  | 532     | Deutschland, Vereinigtes Königreich, Kanada |
| Ortrugo |      |      | WWT     | ITA | V.Vi. |                                                                                          |       | 709     | Italien                                     |
| Oseleta - Oselina |      |      | RWT     | ITA |       |                                                                                          |       | 16      | Italien                                     |
| Osella |      |      | TT      | DEU | I. C. | Solaris × Muscat Bleu                                                                    | 1990  |         |                                             |
| Osteiner |      |      | WWT     | DEU | V.Vi. | Riesling Weiss × Silvaner Gruen                                                          | 1929  | 1       | Neuseeland                                  |
| Otskhanuri Sapere |      |      | RWT     | GEO | V.Vi. |                                                                                          |       | 6       | Georgien                                    |